# Ран (Казахстан)
Ран (каз. Раң) — село у складі Сузацького району Туркестанської області Казахстану. Входить до складу Каракурського сільського округу.
У радянські часи село називалось Кизилбайрак.
Населення — 401 особа (2021; 434 у 2009, 337 у 1999, 648 у 1989).